# Вулиця Віденська (Львів)
Ву́лиця Віденська — вулиця у Сихівському районі міста Львова, в місцевості Новий Львів. Сполучає вулицю Угорську з вулицями Сергія Литвиненка, Героїв Крут та Стуса. Прилучається вулиця Танячкевича.

## Назва
Від 1932 року — вулиця Красучиньська, названої так на честь маєтку Красучин, що за Польщі знаходився на перетині сучасних вулиць Литвиненка та Героїв Крут. Під час німецької окупації — вулиця Ной Лемберґерштрассе (від 1943 року). Від липня 1944 року повернена довоєнна назва і лише від 1974 року  — вулиця Карбишева, названа так на честь радянського військовика, генерала Дмитра Карбишева. У 2018 році, рішенням ЛМР, вулицю Карбишева перейменовано на вулицю Віденську, на честь міста Відень, столиці Австрійської республіки в результаті звернення з відповідною пропозицією Почесного консула Австрії у Львові Маркіяна Мальського. Це найменування  вулиці стало вагомим внеском у зміцнення міжнародних стосунків та свідченням міцних історичних, культурних та ділових зв'язків міста Львова з Австрією.

## Забудова
На вулиці переважає двоповерхова барачна 1950-х років.
№ 8 — приміщення жіночого гуртожитку колишнього ВО «Полярон». Після переходу гуртожитку у комунальну власність міста, напівпідвальне приміщення, яке раніше мешканці будинку використовували як пральню, передане в користування ГО «Самопоміч».